# Commodian
Commodian (lateinisch Commodianus) war ein frühchristlicher Dichter, der möglicherweise bereits im 3. Jahrhundert, vermutlich jedoch erst im 5. Jahrhundert gelebt hat. 
Über seine Herkunft gibt es unterschiedliche Vermutungen. Sein Beiname Gazaeus lässt auf Palaestina schließen, seine Sprache gilt als Indiz für eine nordafrikanische Herkunft. Er bezeichnet sich selbst als bekehrten Heiden, möglicherweise war er vor seiner Zuwendung zum Christentum zunächst jüdischer  Proselyt.
Von Commodian sind zwei Lehrgedichte überliefert; die Instructiones adversus gentium und das Carmen apologeticum. Beide Werke haben teils lehrhaften, teils apologetisch-propagandistischen Charakter. Sie enthalten Ermahnungen für eine christliche Lebensführung im Alltag sowie Polemik gegen Andersgläubige. Commodians Werke zeigen, dass er zahlreiche christliche Autoren kannte (z. B. Augustinus, Cyprian von Karthago und Tertullian). Er verwendete eine sehr volkstümliche Sprache; seine Werke sind weder der Hymnendichtung (wie sie von Ambrosius von Mailand begründet wurde) noch der christlichen Kunstdichtung, die sich an antike Vorbilder anlehnt, zuzuordnen.